# Toxocarpus paucinervius
Toxocarpus paucinervius är en oleanderväxtart som beskrevs av Ying Tsiang. Toxocarpus paucinervius ingår i släktet Toxocarpus och familjen oleanderväxter. Inga underarter finns listade i Catalogue of Life.